# Panzerkampfwagen I
Pour les articles homonymes, voir Panzerkampfwagen.
Pour l'article général sur les chars allemands de la Seconde Guerre mondiale, voir Panzer.
Le Panzer I est le premier char d'assaut produit par l'Allemagne dans les années 1930 dans le cadre de son réarmement.
Ce char léger, conçu pour l’entraînement des équipages, n'aurait jamais dû  être engagé dans des combats. Il le fut pourtant sur plusieurs fronts, depuis la guerre d'Espagne à la bataille de France en passant par la Pologne et la Norvège. Retiré de la première ligne après le lancement de l'opération Barbarossa et les premiers combats de l'Afrikakorps, il reprend sa vocation première de char d'entraînement.
Son nom officiel était Panzerkampfwagen I (véhicule de combat blindé I) abrégé en PzKpfw I ou Panzer I. Il était également appelé Sonderkraftfahrzeug 101 (véhicule spécial 101) dans la nomenclature allemande.

## Description
La conception du Panzer I commence en 1932 et la production de masse en 1934. Il est conçu uniquement pour l'entraînement, afin d'étayer les doctrines de la guerre mécanisée au sein de l'armée allemande. L'absence de disponibilité effective des Panzer III et IV qui étaient censés fournir l'armature des Panzerdivisions conduisit à son engagement en première ligne. Il vit le feu pour la première fois lors de la guerre d'Espagne, où l'expérience acquise contribua à l'organisation des divisions blindées allemandes et fut également déployé au sein des forces nationalistes pendant la guerre sino-japonaise. Sa vulnérabilité (faiblesse du blindage et armement réduit à deux mitrailleuses), un temps masquée par les succès tactiques de l'armée allemande, éclata au grand jour lors de la campagne de France. Il n'était en effet pas capable d'affronter les autres chars légers de son époque comme les T-26 soviétiques rencontrés en Espagne et encore moins les canons antichars polonais ou les chars français. Faute de chars récents en nombre suffisant au sein de l'armée allemande, le Panzer I, malgré ses faiblesses, composa une part importante des forces blindées allemandes jusqu'en 1941 et eut ainsi un rôle significatif dans les premières victoires allemandes au début de la guerre. Le Panzer I resta en service jusqu'en 1954 au sein de l'armée espagnole.
À partir du châssis Panzer I, les Allemands produisirent un char de commandement (le Kleiner Befehlspanzer I). Au cours de la Seconde Guerre mondiale, ils reconvertirent également des châssis de Panzer I, notamment en chasseurs de chars, (le Panzerjäger I) ou en canons automoteurs (le Sturmpanzer I Bison), à partir de 1942 tous les Panzer I furent reconvertis en transporteurs de munitions (Munitionschlepper). Enfin, trois nouvelles versions de Panzer I apparurent en 1943 mais en très petit nombre et leur production ne fut pas poursuivie.

## Développement

### Série initiale
Le paragraphe 171 du traité de Versailles de 1919 interdisait « la production et l'importation en Allemagne des chars blindés, tanks ou de tout autre engin pouvant servir à des buts de guerre ». Ceux qui ne respectaient pas ces restrictions pouvaient être condamnés à six mois de prison et à 100 000 DM d'amende.
Malgré les limitations techniques et juridiques, plusieurs officiers de la Reichswehr établirent un état-major clandestin pour tirer les leçons de la Première Guerre mondiale et développer de nouvelles tactiques. Le concept du char de combat fut initialement accueilli avec peu d'enthousiasme mais l'industrie allemande fut secrètement encouragée à étudier sa conception et des contacts clandestins furent créés avec l'Union soviétique. Il y eut également une coopération militaire mineure avec la Suède qui permit néanmoins d'obtenir des détails techniques qui se révélèrent décisifs dans les premières études. Dès 1926, diverses sociétés allemandes dont Rheinmetall et Daimler-Benz produisirent un prototype armé d'un canon de 75 millimètres dont le nom de code était Großtraktor, « grand tracteur » pour dissimuler le véritable rôle du véhicule. Deux ans plus tard, des prototypes du Leichttraktor (« tracteur léger ») armés d'un canon de 37 mm furent fabriqués. Le Großtraktor fut par la suite déployé brièvement dans la 1re Panzerdivision et le Leichttraktor fut testé jusqu'en 1935.
À la fin des années 1920 et au début des années 1930, le développement des blindés allemands était mené par deux hommes : le général Oswald Lutz et son chef d'état-major, le lieutenant-colonel Heinz Guderian. Ce dernier devint le plus influent des deux et ses idées furent développées dans son livre Achtung - Panzer ! publié en 1937. Comme son contemporain britannique, le général Percy Hobart, Guderian prévoyait initialement la création d'un corps blindé composé de plusieurs types de chars. Le premier d'entre eux était un char d'infanterie lent mais armé de plusieurs mitrailleuses ou canons légers et fortement blindé pour résister à l'artillerie antichar ennemie. Le second type était un char de cavalerie rapide disposant d'un canon principal de 75 mm. Enfin, il était prévu un char lourd équipé d'un canon de 150 mm destiné à détruire les fortifications adverses et possédant un blindage encore plus épais. La masse d'un tel char serait de plus de 70 tonnes soit bien au-delà des possibilités techniques de l'époque.
Peu après son accession au pouvoir en Allemagne, Adolf Hitler approuva la création des premières divisions blindées. Simplifiant ses premières propositions, Guderian suggéra la construction d'un char principal qui déboucha sur le Panzer III et un char de rupture, le Panzer IV. Aucun dessin existant ne satisfaisait Guderian et en attendant l'armée allemande demanda la réalisation d'un véhicule destiné à entraîner les équipages des chars qui devint le Panzer I.

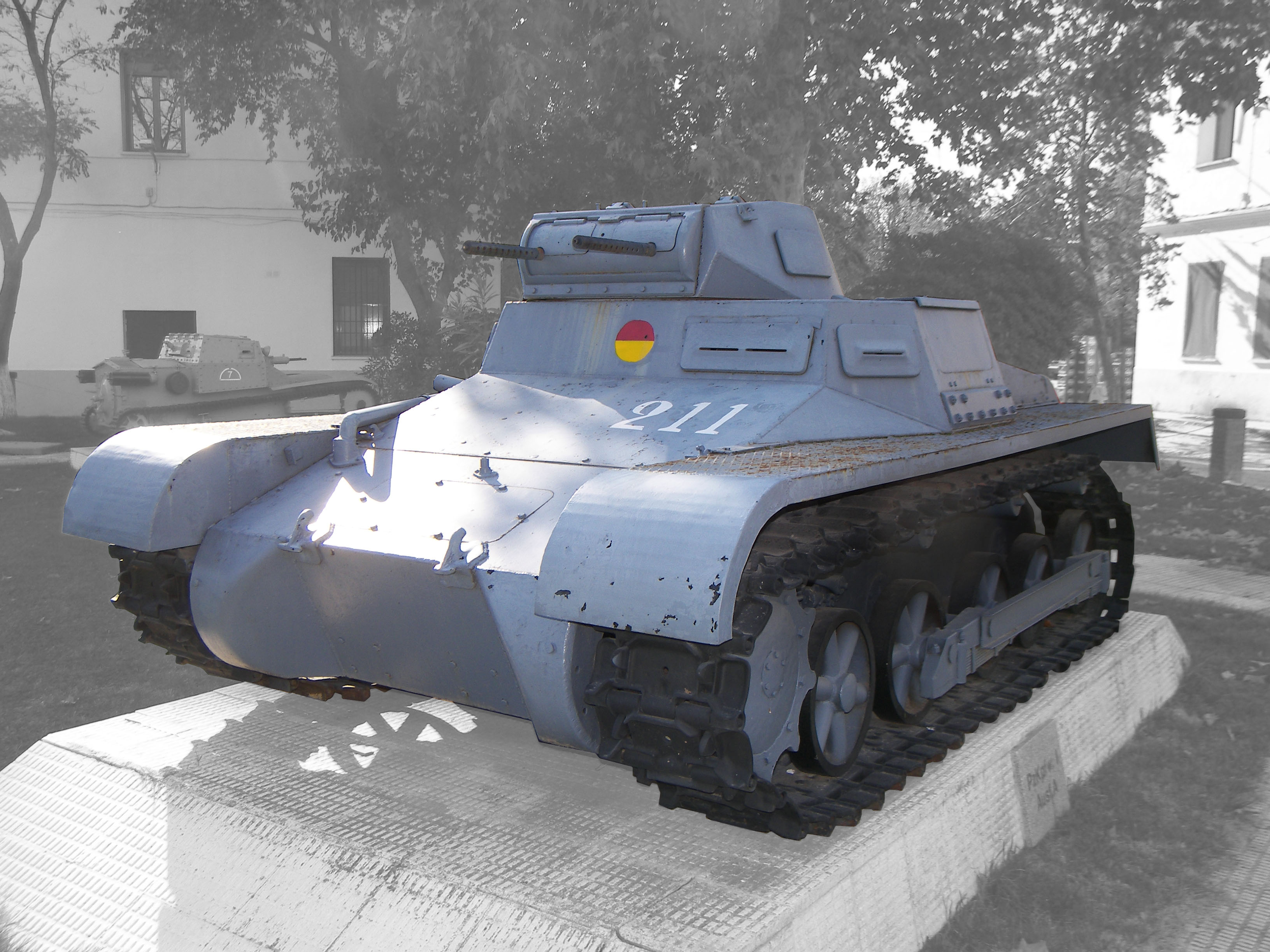
Panzer I Ausf A au musée d'El Goloso près de Madrid.

Les origines du Panzer I remontaient au Landwirtschaftlicher Schlepper (« Tracteur agricole ») de 1932 qui devait permettre de préparer l'industrie allemande à la production de masse de chars dans un avenir proche. En juillet 1932, Krupp dévoila un prototype du Landswerk Krupp A ou LKA avec un glacis incliné et une large casemate centrale. L'ensemble était très similaire à la chenillette britannique Carden-Loyd, en effet les Allemands s'en étaient procuré un exemplaire en l'achetant secrètement à l'URSS en 1932. Le char était armé de deux mitrailleuses MG-13 de 7,92 mm. Ces mitrailleuses étaient inefficaces même contre les chars les plus légers de l'époque, ce qui limitait dès le départ le Panzer I à un rôle d'entraînement et à des missions contre l'infanterie. Il entre en service sous le nom officiel de Panzerkampfwagen I (véhicule de combat blindé I), abrégé en PzKpfw I ou Panzer I. Il était également appelé Sonderkraftfahrzeug 101 (véhicule spécial 101) dans la nomenclature allemande.

Profil d'un Ausführung "A". Le "B" s'en distingue facilement car il possède un galet supplémentaire.

La casemate fixe de la version produite en masse du LKA fut remplacée par une tourelle rotative et sa construction fut confiée à un groupe comprenant les entreprises Henschel, MAN, Krupp, Daimler et Rheinmetall. Cette version entra en service après des tests en 1934. Même si ces chars continuèrent d'être appelés La S ou LKA bien après le début de leur production, leur désignation officielle, attribuée en 1938, était Panzerkampfwagen I Ausführung. A (« véhicule de combat blindé I modèle A »). Les quinze premiers chars, produits entre février et mars 1934, ne possédaient pas de tourelles rotatives et furent utilisés pour former les conducteurs. Le modèle A était peu blindé et les plaques d'acier les plus épaisses n'avaient qu'une épaisseur de 13 mm. Le char présentait également plusieurs défauts de conception dont des problèmes de surchauffe du moteur et de suspension qui faisaient tanguer le véhicule à grande vitesse. 

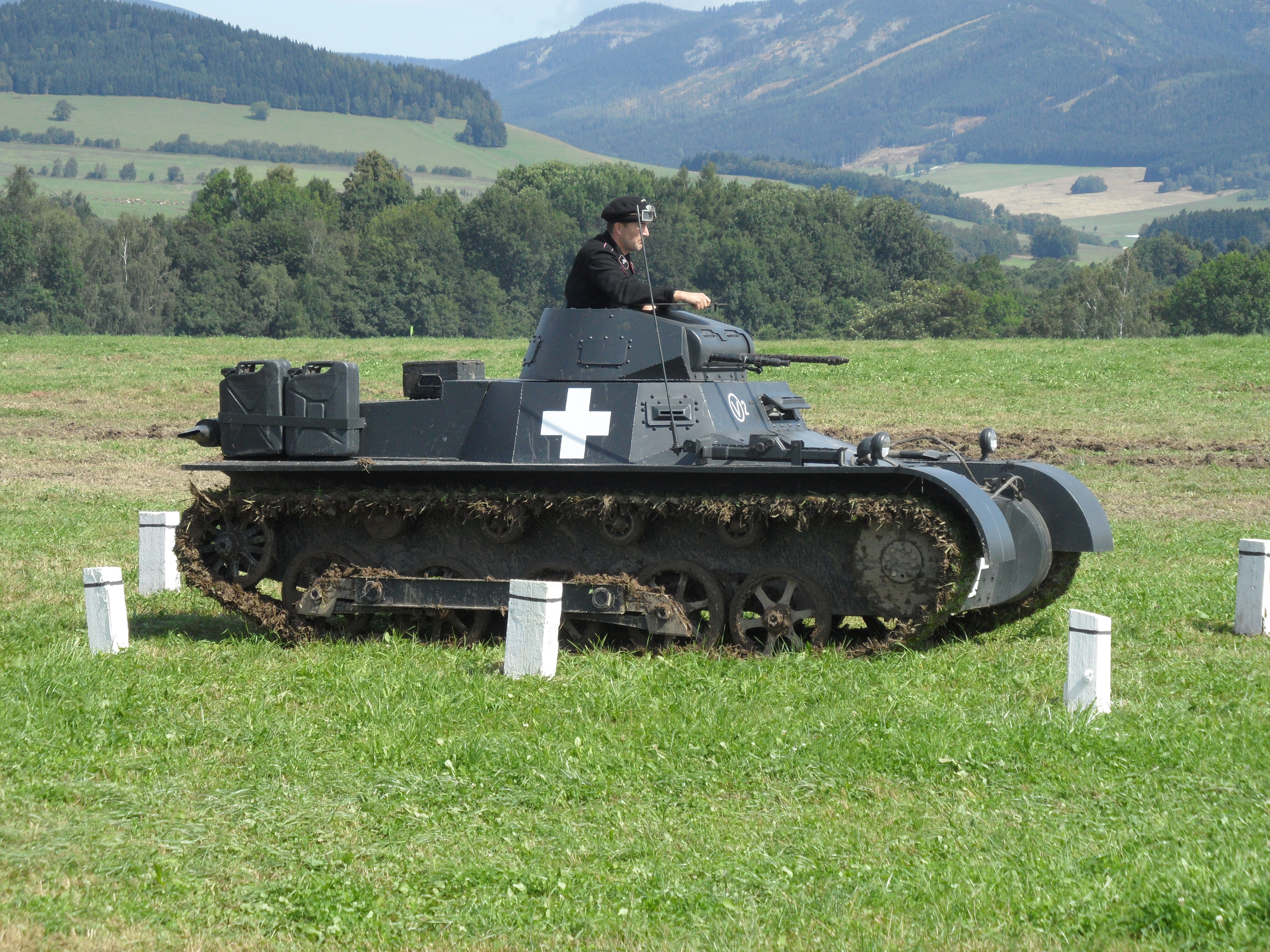
Pzkpfw I Ausführung "B"

Le conducteur était positionné à l'intérieur du châssis et utilisait des leviers de direction pour conduire le char tandis que le commandant, situé dans la tourelle, jouait également le rôle de canonnier. Les deux hommes pouvaient communiquer avec des tubes acoustiques. Les munitions des mitrailleuses étaient stockées dans cinq casiers sous la forme de magasins de 25 cartouches. L'historien Lucas Molina Franco indique que 833 Panzerkampfwagen I Ausf. A furent construits tandis que son collègue Bryan Perrett avance le nombre de 300 et Terry Gander celui de 818 unités.
De nombreux problèmes rencontrés par l'Ausf. A furent corrigés par l'introduction de l'Ausf. B. Le moteur, auparavant refroidi à l'air, fut remplacé par un Maybach NL 38 TR à six cylindres refroidis à l'eau et développant 98 ch (78 kW). Ce moteur plus massif imposa l'allongement du châssis de 40 cm, ce qui permit d'améliorer la suspension du blindé et d'ajouter une roue de guidage pour les chenilles. La boîte de vitesses originale fut également remplacée par un modèle plus fiable. Ces changements augmentèrent la masse du char de 400 kg. La production de l'Ausf. B commença en août 1935 et se termina au début de l'année 1937. Franco écrit que 840 chars de ce modèle furent construits mais indique que seulement 675 étaient des versions de combat tandis que Perrett suggère un nombre total de 1 500 (compensant le plus faible nombre attribué au modèle A) et Gander avance un total de 675 unités.

### Modèles «neue art»: C, D et F

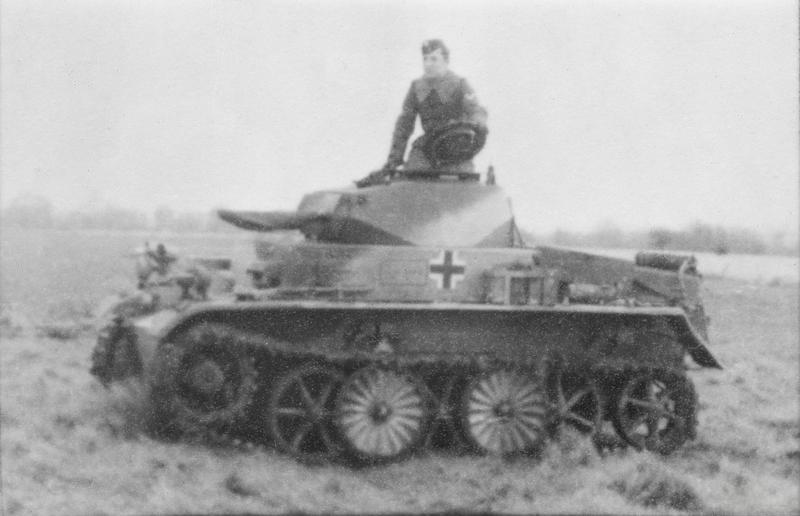
Panzer I Ausf. C. Le canon est ici protégé d'un manchon.

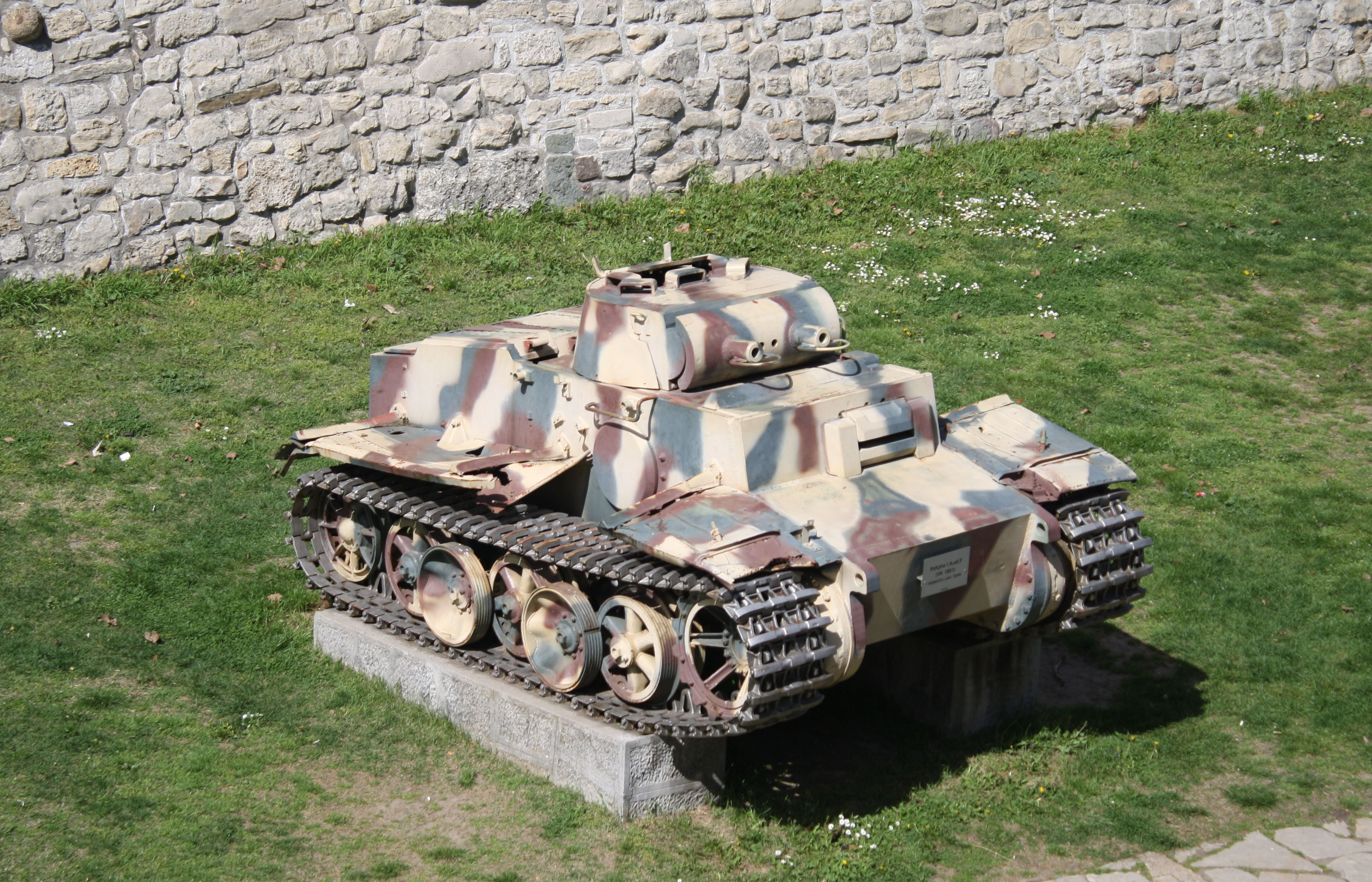
Un Panzer I Ausf. F exposé au musée militaire de Belgrade.

Trois autres versions combattantes du Panzer I furent conçues et produites entre 1939 et 1942. À ce moment, ce char était devenu obsolète par rapport aux chars moyens et lourds et aucune de ces variantes ne fut produite en suffisamment grand nombre pour influer véritablement sur le cours de la guerre. Ces chars n'avaient plus rien à voir avec les Ausf. A et B en dehors du nom.
L'une de ces versions, le Panzer I Ausf. C, fut conçu (VK6.01,) conjointement entre Krauss-Maffei et Daimler-Benz en 1939 pour créer un blindé léger de reconnaissance bien protégé, et devait pouvoir être transportable par le Messerschmitt Me 323 Gigant. L'Ausf. C possédait un nouveau châssis, une nouvelle tourelle, une suspension moderne avec des barres de torsion et cinq roues de guidage des chenilles, et un moteur bien plus puissant, le Maybach HL 45 P développant 150 chevaux. Son blindage avait une épaisseur maximale de 30 mm, plus du double des Ausf. A et B, et il était équipé d'un canon automatique EW 141 de 20 mm. Quarante chars et six prototypes de ce modèle furent construits. Deux d'entre eux furent déployés dans la 1re Panzerdivision en 1943 et les 38 autres furent utilisés durant la bataille de Normandie.
L'Ausf.D (VK6.02) était une version éprouvée de l'Ausf.C, avec un moteur plus puissant, le Maybach HL 66 P (180 chevaux).
L'Ausf. F (VK18.01) était encore plus différents de ses homonymes. Destiné à un rôle de soutien de l'infanterie, le Panzer I Ausf. F possédait un blindage maximum de 80 mm et pesait entre 18 et 21 tonnes. L'Ausf. F portait deux mitrailleuses MG-34 de 7,92 mm plus modernes que les MG-13 utilisées dans les versions précédentes. 30 véhicules de ce type furent produits en 1940 et une commande de 100 autres fut par la suite annulée. Pour mouvoir cette masse supérieure, un nouveau moteur Maybach HL45 Otto de 150 ch (110 kW) fut utilisé et autorisait une vitesse maximale sur route de 25 km/h. Huit de ces chars furent déployés dans la 1re Panzerdivision en 1943 et participèrent à la bataille de Koursk. Le reste fut cédé à plusieurs écoles militaires pour entraîner les équipages. Le site Achtung Panzer indique que quelques exemplaires ont également combattu dans d'autres secteurs du front de l'est et dans les Balkans.

### Conversions

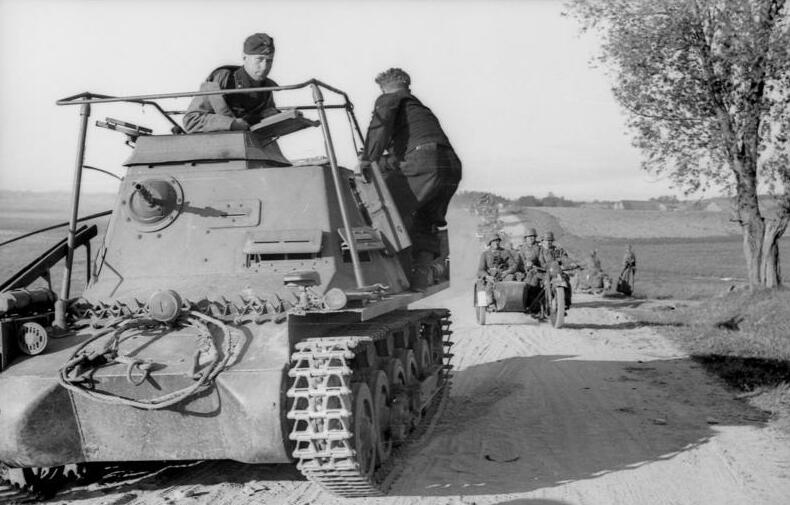
Un SdKfz 265 de commandement en Russie en juin 1941.

Le châssis du Panzer I fut utilisé pour le premier char de commandement de l'armée allemande, le Kleiner Befehlspanzer I ou Sd.Kfz. 265, conçu par Krupp et produit à 190 exemplaires (184 à partir de l'Ausf. B) entre 1935 et 1937 par Daimler-Benz. La tourelle rotative était supprimée et remplacée par une haute casemate fixe afin d'accueillir deux radios (Fu2 et Fu6) et son opérateur en plus du conducteur et du commandant. Une antenne en forme de cadre entourait la casemate pour améliorer la transmission. Pour réduire l'exiguïté de l'intérieur, le char ne disposait que d'une seule mitrailleuse qui était cependant souvent retirée. Ces blindés furent progressivement remplacés par des véhicules plus adaptés avant 1942. Un exemplaire est conservé aujourd'hui au musée des Blindés de Bovington.
Quelques chars de commandements furent ensuite modifiés en ambulance armée, le Sanitätskraftwagen I (Sd.Kfz.265).

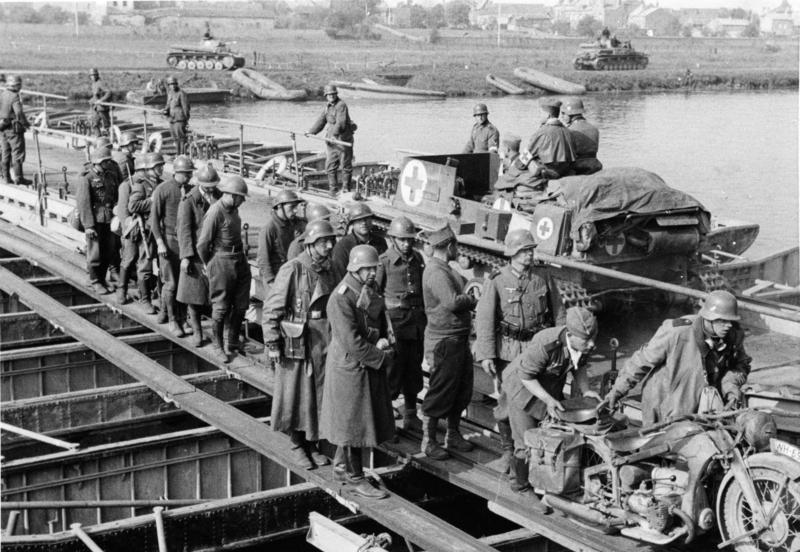
Un Sanitätskraftwagen I traverse la Meuse en mai 1940.

Le Munitionsschlepper I Ausf. A ou Sd.Kfz. 111 était un transporteur de munition ou autre obtenu en ôtant la tourelle du char. Sur le même principe, à partir de 1942, tous les exemplaires de Panzer I encore en service furent convertis en Munitionsschlepper auf Panzerkampfwagen Ia un Ib ou Sd.Kfz. 111.
Destiné à la lutte antiaérienne, le Flakpanzer I (ou Sd.Kfz. 101) fut produit à environ 24 exemplaires au début de l'année 1941 et servira au sein de la Flak-Abteilung 614. Obtenus par le remplacement de la tourelle du Panzer I par un 2cm Flak 38 (L/112.5) ou par modification d'un Munitionschlepper I en y installant la pièce antiaérienne, le châssis supportait mal le surpoids et le véhicule présentait ainsi de faibles performances. Quelques Panzer I furent également modifiés en chars antiaériens armés de 15mm MG 151/15 Drilling.
Le châssis de l'Ausf. B fut transformé entre 1940 et 1941, à 202 exemplaires, en chasseur de chars sous le nom de Panzerjäger I (4.7cm PaK(t) (Sf) auf Panzerkampfwagen I Ausf. B) ou Sd.Kfz.101. La tourelle était remplacée par une casemate ouverte abritant un 4,7 cm Pak36 (t), quelques rares exemplaires étant équipés de 3,7cm Pak35 ou Pak36 (L/45).
Sur le Sturmpanzer I Bison (15 cm sIG 33 (Sf) auf Panzerkampfwagen I Ausf B) ou Sd.Kfz.101, la tourelle était remplacée par une casemate ouverte accueillant un obusier lourd 15 cm sIG 33. Les 38 exemplaires produits furent obtenus par la conversion d'Ausf.B en janvier et février 1940 par Alkett.
Des porteurs de charges explosives, les Ladungsleger I ou Ladungsleger auf Panzerkampfwagen I Ausf A or B / zerstorerpanzer furent produits à 100 exemplaires entre 1939 et 1940 par la conversion de châssis d'Ausf.A et B. Capable d'emporter 50 kg d'explosif, ils servirent pendant la bataille de France et en URSS.
Le Flammemwerfer auf PzKpfw I Ausf A est un conversion effectuée par les ateliers de l'Afrika Korps, qui ont transformé des exemplaires de Panzer I Ausf. A en chars lance-flammes en l'équipant du Flammenwerfer 40.
Il existe d'autres reconversions, moins courantes et parfois réalisées par les ateliers de campagne : le Pionier-Kampfwagen I pour le génie allemand, le Leichte Bergepanzer I est un véhicule de dépannage léger, le Instandsetzungstrupp I est un transport de troupe et véhicule de dépannage, le Fahreschulewagen / Schulfahrzeuge I est un véhicule d'entraînement, le Minenraumer I Ausf B est un véhicule de déminage (50 exemplaires produits en 1938), le Brueckenleger I auf PzKpfw I Ausf A est un poseur de pont léger (2 exemplaires produits en 1939).
511 tourelles de Panzer I furent réutilisées au sein de fortifications, comme le mur de l'Atlantique.

## Caractéristiques
| Modèles                    | Ausf. A                                            | Ausf. B                                                 | Ausf. C (VK 601)                                      | Ausf. F (VK 1801)                                     |
| Caractéristiques générales | Caractéristiques générales                         | Caractéristiques générales                              | Caractéristiques générales                            | Caractéristiques générales                            |
| -------------------------- | -------------------------------------------------- | ------------------------------------------------------- | ----------------------------------------------------- | ----------------------------------------------------- |
| Masse au combat            | 5,4 t                                              | 6,0 t                                                   | 8,0 t                                                 | 20 t                                                  |
| Longueur                   | 4,02 m                                             | 4,42 m                                                  | 4,19 m                                                | 4,38 m                                                |
| Largeur                    | 2,06 m                                             | 2,06 m                                                  | 1,92 m                                                | 2,64 m                                                |
| Hauteur                    | 1,72 m                                             | 1,72 m                                                  | 1,94 m                                                | 2,05 m                                                |
| Équipage                   | 2                                                  | 2                                                       | 2                                                     | 2                                                     |
| Années de production       | 1934-1936                                          | 1935-1937                                               | 1942                                                  | 1942                                                  |
| Armement                   | 2 × MG 13 puis 2 × MG 34 (7,92 mm)                 | Idem A                                                  | 1 × MK EW 141 (20 mm) 1 × MG 34 (7,92 mm)             | 2 × MG 34 (7,92 mm)                                   |
| Munitions                  | 1 525 coups                                        | Idem A                                                  |                                                       |                                                       |
| 0Blindage                  |                                                    |                                                         |                                                       |                                                       |
| Avant véhicule             | 13 mm / 27-63°                                     | Idem A                                                  | 30 mm / 20-80°                                        | 80 mm / 20-80°                                        |
| Côtés véhicule             | 13 mm / 70-90°                                     | Idem A                                                  | 20 mm / 82-90°                                        | 50 mm / ~ 90°                                         |
| Arrière véhicule           | 13 mm / 50-75°                                     | Idem A                                                  | 20 mm / 30-75°                                        | 50 mm / 14-75°                                        |
| Dessus véhicule            | 6 mm / 0-50°                                       | Idem A                                                  | 10 / 0°                                               | 25 mm / 0°                                            |
| Dessous véhicule           | 6 mm / 0°                                          | Idem A                                                  | 10 mm / 0°                                            | 25 mm / 0°                                            |
| Avant tourelle             | 13 mm / 80°                                        | Idem A                                                  | 30 mm / 80-90°                                        | 80 mm / ~ 90°                                         |
| Côtés tourelle             | 13 mm / 68°                                        | Idem A                                                  | 20 mm / ~ 70°                                         | 50 mm / ~ 70°                                         |
| Arrière tourelle           | 13 mm / 68°                                        | Idem A                                                  | 20 mm / ~ 70°                                         | 50 mm                                                 |
| Dessus de tourelle         | 8 mm / 0°                                          | Idem A                                                  | 10 mm / 0°                                            | 25 mm / 0°                                            |
| 0Mobilité                  |                                                    |                                                         |                                                       |                                                       |
| Moteur                     | Krupp M-305 Moteur essence 4 cyl. refroidi par air | Maybach NL 38 TR Moteur essence 6 cyl. refroidi par eau | Maybach HL 45P Moteur essence 6 cyl. refroidi par eau | Maybach HL 45P Moteur essence 6 cyl. refroidi par eau |
| Puissance                  | 57 ch (2500 tr/min)                                | 100 ch (3000 tr/min)                                    | 150 ch (3800 tr/min)                                  | 150 ch (3800 tr/min)                                  |
| Cylindrée                  | 3 460 cm3                                          | 3 790 cm3                                               | 4 678 cm3                                             | 4 678 cm3                                             |
| Vitesses (Av / Ar)         | 5 / 1                                              | 5 / 1                                                   | 6 / 1                                                 | 4 / 1                                                 |
| Puissance spécifique       | 11,1 ch/t                                          | 16,7 ch/t                                               | 18,8 ch/t                                             | 7,1 ch/t                                              |
| Vitesse maximale           | 37 km/h                                            | 40 km/h                                                 | 65 km/h                                               | 25 km/h                                               |
| Réservoir                  | 144 L                                              | 146 L                                                   |                                                       |                                                       |
| Autonomie                  | 145 km (route) 100 (tout terrain)                  | 140 km (route) 115 (tout terrain)                       | 300 km (route)                                        | 150 km (route)                                        |
| Largeur des chenilles      | 28 cm                                              | 28 cm                                                   |                                                       |                                                       |
| Pression sur le sol        | 0,40 kg / cm2                                      | 0,42 kg / cm2                                           |                                                       |                                                       |
| Garde au sol               | 29 cm                                              | 29 cm                                                   |                                                       |                                                       |

## Histoire opérationnelle

### Guerre d'Espagne
|           | T-26           | Panzer I             | CV.33                          | CV.35                |
| Poids     | 9.4 t          | 5,4 t                | 3,15 t                         | 2,3 t                |
| Armement  | Canon de 45 mm | 2 × MG-13 de 7,92 mm | Mitrailleuse de 6,5 ou 8 mm    | Mitrailleuse de 8 mm |
| Munitions | 122 coups      | 2 250 coups          | 3 200 × 8 mm ou 3 800 × 6,5 mm | 3 200                |
| Autonomie | 175 km         | 200 km               | 125 km                         | 125 km               |
| Blindage  | 7–16 mm        | 7–13 mm              | 5–15 mm                        | 5-13,5 mm            |

En 1936, la victoire du Front populaire espagnol entraîna un coup d'État le 18 juillet et l'Espagne sombra dans la guerre civile. Après le chaos des premiers affrontements, deux camps se mirent en place, les « républicains » et les « nationalistes ». Dans cette guerre par procuration, les deux camps reçurent le soutien d'autres pays, essentiellement de l'Union soviétique et de l'Allemagne qui voulaient tester leurs tactiques et leurs matériels. Le premier chargement de chars étrangers, cinquante T-26 soviétiques, fut livré aux républicains le 15 octobre. Le transport était surveillé par la marine allemande et l'Allemagne répondit immédiatement en envoyant 41 Panzer I aux nationalistes quelques jours plus tard. Cette première livraison fut suivie par quatre autres transports de Panzer I Ausf. B pour un total de 122 véhicules.
La première livraison de Panzer I fut acheminée sous le commandement du lieutenant-colonel Wilhelm Ritter von Thoma et combattit aux côtés des nationalistes de Franco au sein du groupe Imker, les formations terrestres de la Légion Condor. Entre juillet et octobre, une rapide avancée des nationalistes de Séville jusqu'à Tolède leur permet de menacer la capitale espagnole, Madrid. L'avancée nationaliste poussa le gouvernement de la Seconde République espagnole à quitter Madrid pour Barcelone et Valence. Pour essayer d'enrayer la progression des nationalistes et de gagner du temps pour la défense de Madrid, les blindés soviétiques furent déployés au sud de la ville sous le commandement du colonel Semyon Krivoshein (en) à la fin du mois d'octobre. À ce moment, plusieurs T-26 du capitaine Paul Arman participèrent à une contre-attaque républicaine contre la ville de Torrejón de Velasco pour essayer de couper les lignes de ravitaillement nationalistes. Ce fut le premier engagement blindé de la Guerre d'Espagne. Malgré des succès initiaux, la mauvaise communication entre les blindés soviétiques et l'infanterie entraîna l'isolement de l'unité d'Arman et la destruction de nombreux chars. La bataille marque également la première utilisation de cocktails Molotov contre des chars. Les Panzer I de von Thoma furent engagés du côté nationaliste quelques jours plus tard, le 30 octobre, et rencontrèrent immédiatement des difficultés face aux BA-10 utilisées par les républicains[réf. nécessaire]. Peu blindées, ces automitrailleuses disposaient néanmoins d'un canon de 45 mm largement suffisant pour détruire les Panzer I jusqu'à une distance de 500 m.
| Date          | Nombre de véhicules |
| ------------- | ------------------- |
| Octobre 1936  | 41                  |
| Décembre 1936 | 21                  |
| Août 1937     | 30                  |
| Fin 1937      | 10                  |
| Janvier 1939  | 30                  |
| Total :       | 122                 |

Même si le Panzer I participa à presque toutes les grandes offensives nationalistes de la guerre, l'armée nationaliste commença à déployer de plus en plus de T-26 capturés pour compenser le manque de blindage et de puissance de feu de leurs propres blindés. À un moment, von Thoma offrit jusqu'à 500 pesetas par T-26 capturé. Les Panzer I furent initialement capables de neutraliser les T-26 à courte portée (au plus 150 m) avec des balles antiblindages mais les chars républicains commencèrent à engager les blindés nationalistes à de plus grandes distances.
Le Panzer I fut amélioré pour accroître sa puissance de feu. Le 8 août 1937, le major-général García Pallasar reçut une note du général Franco demandant le déploiement d'un blindé équipé d'un canon de 20 mm. Le choix se porta sur le Breda Modèle 35 italien du fait de sa simplicité d'utilisation plutôt que sur le Flak 30 allemand. De plus les canons italiens étaient capables de percer 40 mm de blindage à 250 m de distance, ce qui était largement suffisant pour pénétrer le blindage frontal du T-26. Initialement, les canons Breda devaient être déployés sur les chenillettes italiennes CV.35 mais cela fut annulé lorsqu'il fut réalisé que les canons offriraient de meilleurs résultats sur les chars allemands. Les prototypes furent finalisés en septembre 1937 et une commande fut passée quand les résultats furent jugés satisfaisants. L'installation du canon Breda à bord du Panzer I obligeait l'agrandissement de la tourelle avec une extension sur le sommet. La préparation de quatre de ces chars fut réalisée à l'usine d'armement de Séville mais la production de nouvelles unités fut annulée car le nombre de T-26 capturés était jugé suffisant et offraient un équivalent plus qu'acceptable aux Panzer I. La modification pour supporter le canon de 20 mm n'était pas très appréciée des équipages allemands car l'ouverture réalisée dans la tourelle pour permettre au canonnier de viser sa cible était considérée comme un point faible.
À la fin de l'année 1938, un autre Panzer I fut envoyé à l'usine d'armement de Séville pour recevoir un canon de 45 mm capturé sur un char soviétique, un T-26 ou un BT-5. Un second blindé y fut ensuite envoyé pour être équipé d'un canon antichar de 37 mm livré dans les Asturies par le navire soviétique A. Andreiev. On ne sait pas si ces modifications furent menées à leur terme mais il est probable qu'aucune d'entre elles ne dépassa le niveau de la table à dessin.
À l'inverse, quelques exemplaires de Panzer I tombés aux mains des Républicains furent rééquipés avec un canon antichar français, le 25 mm Hotchkiss modèle 1934 ou modèle 1937.

### Seconde Guerre mondiale
Au début de la Seconde Guerre mondiale, les chars légers, dont les Panzer I, formaient le gros des forces blindées allemandes. En mars 1938, l'armée allemande entra en Autriche et rencontra de nombreux problèmes mécaniques concernant jusqu'à 30 % des blindés. Cela permit à Guderian d'améliorer le soutien logistique aux unités blindées allemandes. En octobre 1938, L'Allemagne occupa la région des Sudètes en Tchécoslovaquie puis le reste du pays en mars 1939. La capture des usines locales permit aux Allemands de mettre la main sur des blindés tchécoslovaques comme les Panzer 38(t) qui furent intégrés aux unités allemandes. Elle prépara également les forces allemandes à l'invasion de la Pologne.

#### Campagne de Pologne
| Division blindée (Panzerdivisionen) | 1re       | 1re       | 2e        | 2e        | 3e        | 3e        | 4e        | 4e        | 5e        | 5e        | 10e       | Kempf     |
| Panzer-Regiment                     | 1         | 2         | 3         | 4         | 5         | 6         | 35        | 36        | 15        | 31        | 8         | 7         |
| Effectifs (et en %)                 | 39 (25 %) | 54 (35 %) | 62 (39 %) | 62 (39 %) | 63 (39 %) | 59 (37 %) | 99 (56 %) | 84 (51 %) | 80 (31 %) | 63 (29 %) | 57 (38 %) | 61 (37 %) |
| Leichte-Division                    | 2.        | 4.        |           |           |           |           |           |           |           |           |           |           |
| Panzer-Abteilung                    | 66        | 33        |           |           |           |           |           |           |           |           |           |           |
| Effectifs (et en %)                 | 41 (48 %) | 34 (55 %) |           |           |           |           |           |           |           |           |           |           |

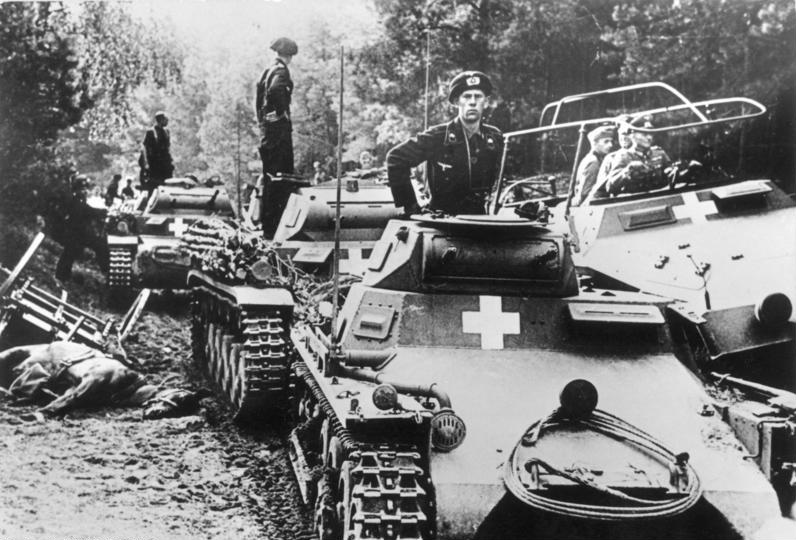
Panzer I Ausf.A (au premier plan, devant un Panzer II) en Pologne.

Le 1er septembre 1939, l'Allemagne attaqua la Pologne avec 72 divisions dont sept blindées et quatre motorisées. Le 3 septembre, le Royaume-Uni (à 11 h) puis la France (à 17 h) déclarèrent la guerre à l'Allemagne. Les Allemands alignaient un total de 2 700 blindés pour l'invasion de la Pologne mais uniquement 310 étaient des Panzer III et IV. 350 autres étaient de conception tchécoslovaque et le reste était composé de Panzer I et II. L'invasion fut rapide et les dernières poches de résistance polonaises capitulèrent le 6 octobre. Les Polonais avaient perdu 190 000 hommes dont 66 000 tués dans la campagne contre 16 000 tués pour les Allemands. Cependant 832 chars, dont 320 Panzer I furent perdus durant la campagne, environ 341 chars furent définitivement mis hors de combat (les autres étant réparés). Cela représentait environ un tiers de tous les chars déployés par l'Allemagne durant l'offensive. Une autre source donne en première perte 419 chars, et pour chiffre définitif 236, dont 89 Panzer I. Durant la campagne, pas moins de la moitié des blindés allemands furent mis hors service à cause de problèmes logistiques ou lors des combats, et le Panzer I se révéla particulièrement vulnérable aux armes antichars polonaises.
Le commandement des unités blindées durant la campagne laissa également à désirer. Au début de l'attaque de Guderian dans le nord de la Pologne, son unité eut des problèmes de coordination avec l'infanterie et cela empêcha une progression plus rapide. Ce ne fut qu'après la bataille de la Bzura et la destruction des unités polonaises que les forces blindées de Guderian purent exploiter complètement leurs capacités manœuvrières. L'armée allemande continuait d'avoir tendance à maintenir des blindés en arrière pour couvrir l'avancée de l'infanterie ou les flancs des unités en progression. Même si la production de chars passa à 125 exemplaires par mois après la campagne polonaise, les pertes forcèrent les Allemands à compter de plus en plus sur les blindés de conception tchécoslovaque et les chars légers continuèrent de composer la majorité des chars des unités mécanisées allemandes.
Au 1er janvier 1940, selon l'inventaire, il y avait encore 838 Panzer I dans la Wehrmacht.

#### Opération Weserübung

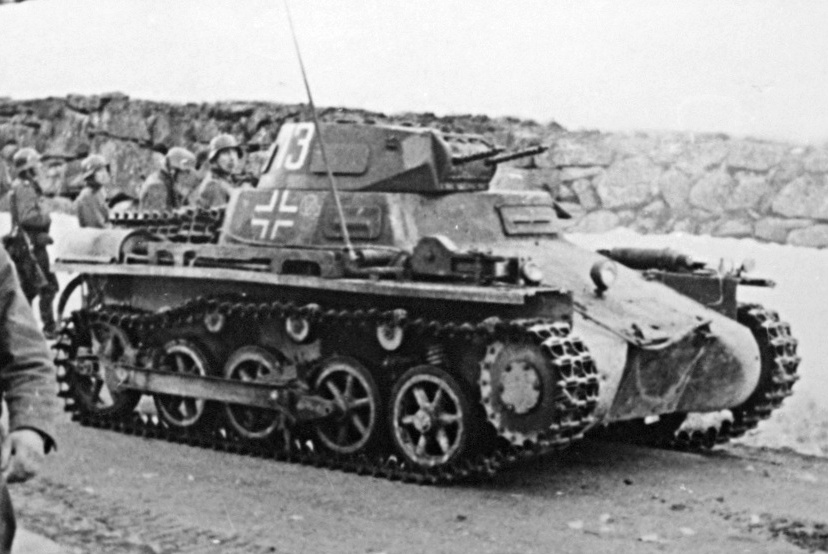
Un Panzer I Ausf. A durant l'invasion de la Norvège.

Au printemps 1940, des Panzer I participèrent à la l'opération Weserübung contre le Danemark et la Norvège. Une des unités constituée pour cette opération, la Panzer-Abteilung Z.b.V. 40, compte 29 Panzer I et 4 Befehlspanzer I.

#### Campagne de l'ouest
| Panzer-Division     | 1.        | 1.        | 2.        | 2.        | 3.        | 3.        | 4.        | 4.        | 5.        | 5.        | 7.        | 9.        | 10.       | 10.       |
| Panzer-Regiment     | 1         | 2         | 3         | 4         | 5         | 6         | 35        | 36        | 15        | 31        | 25        | 33        | 7         | 8         |
| Effectifs (et en %) | 26 (20 %) | 26 (20 %) | 22 (17 %) | 23 (17 %) | 22 (17 %) | 23 (17 %) | 69 (44 %) | 66 (42 %) | 51 (31 %) | 46 (29 %) | 34 (15 %) | 30 (20 %) | 22 (16 %) | 22 (17 %) |

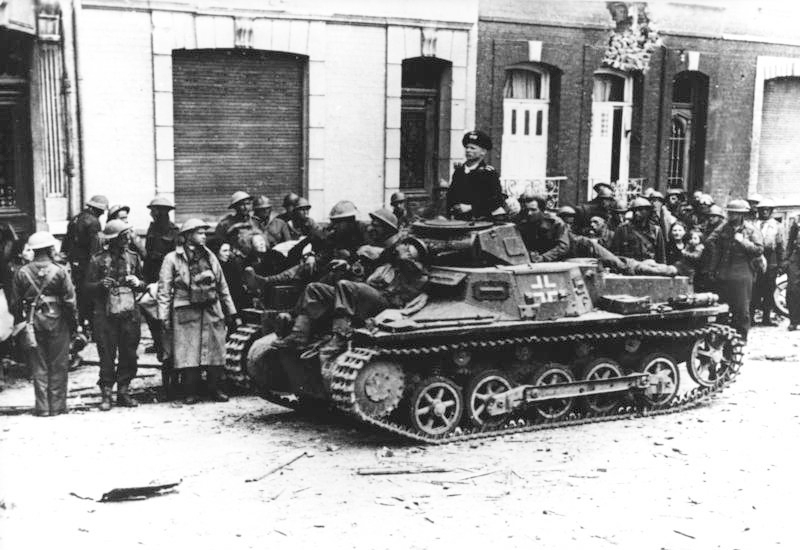
Un Panzer I Ausf B dans les rues de Calais en France en mai 1940 alors qu'il regroupe des prisonniers de guerre britanniques.

Malgré son obsolescence, le Panzer I fut également utilisé durant l'invasion de la France en mai 1940. Sur 2 574 blindés déployés pour la campagne, près de 523 étaient des Panzer I et seuls 20 % des blindés étaient des chars moyens de type Panzer III et IV. Les Français et les Britanniques alignaient environ 4 000 blindés dont 300 chars lourds B1 équipés d'un canon de 47 mm dans la tourelle et d'un second de 75 mm en casemate. Les Français possédaient également environ 250 Somua S-35, largement considéré comme l'un des meilleurs chars de l'époque grâce à son canon de 47 mm et à son blindage maximum de 55 mm. L'armée française possédait cependant plus de 3 000 chars légers dont environ 500 FT-17 datant de la Première Guerre mondiale. Les Allemands disposaient de deux avantages décisifs : des radios leur permettant de se coordonner plus rapidement que les Français et les Britanniques et des tactiques de combat plus performantes.

#### Afrique du Nord

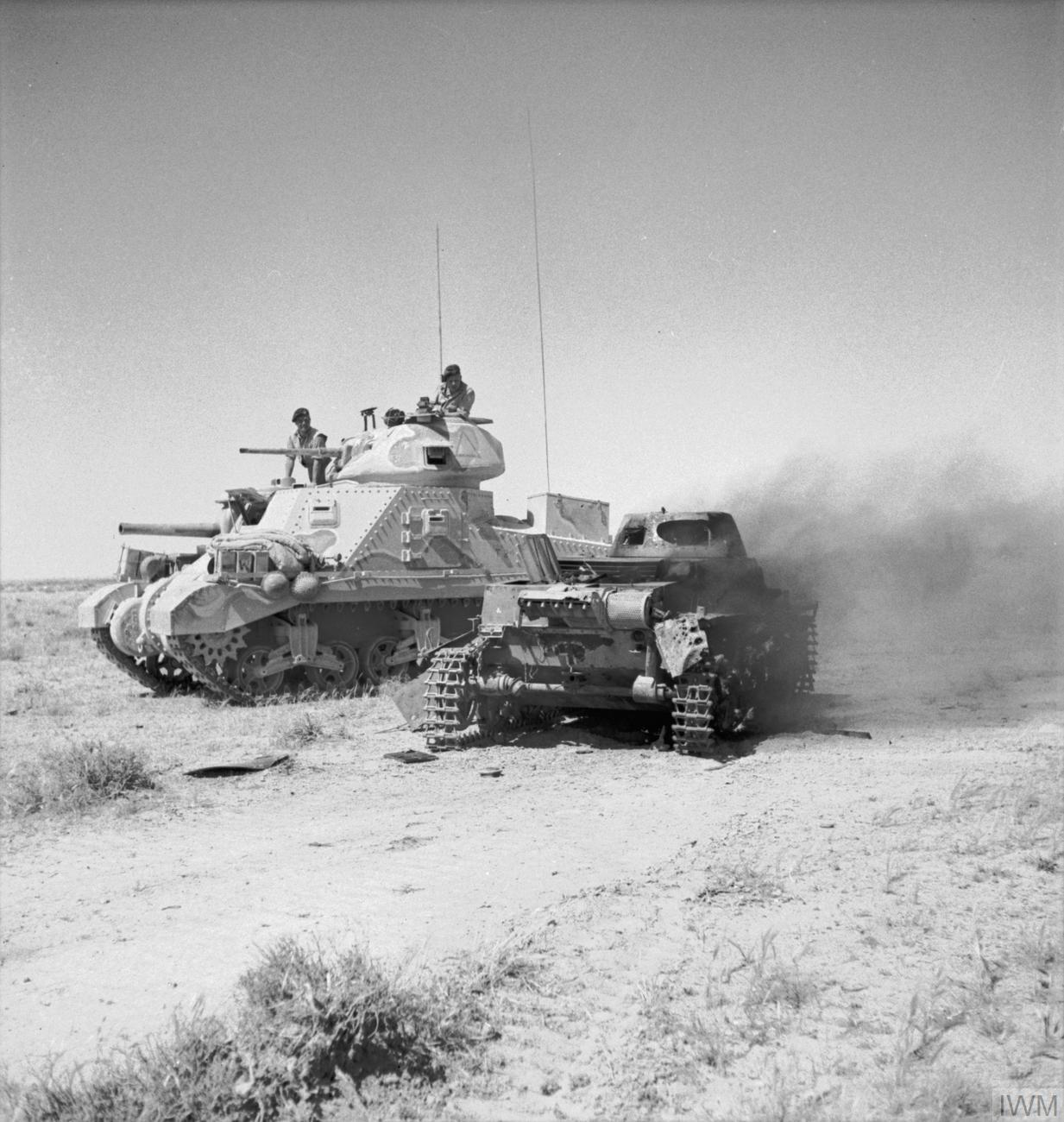
Un Panzer I détruit devant un Char M3 Lee en Afrique du Nord en 1942.

Les revers italiens en Égypte et dans leur colonie de Libye poussèrent Hitler à déployer des forces allemandes en Afrique du Nord. Ces unités, commandées par le lieutenant-général Erwin Rommel, comprenaient les 15e et 21e Panzerdivision qui débarquèrent à Tunis le 12 février 1941. À son arrivée, Rommel disposait d'environ 150 chars dont la moitié était des Panzer III et IV et le reste était composé de Panzer II et de Panzer I qui furent rapidement remplacés.
Le 11 février 1941, la 5. Leichte-Division qui commence à arriver en Libye, possède 25 Panzer I au sein du Panzer-Regiment 5,.

#### Dans les Balkans
Le 6 avril 1941, l'Allemagne attaqua la Yougoslavie avec six divisions blindées qui incluaient toujours des Panzer I. La Yougoslavie capitula le 17 avril et les blindés envahirent ensuite la Grèce qui se rendit le 30 avril.
Durant ces opérations, la 5e Panzerdivision possédait 9 Panzer I (au 6 avril 1941) au sein du Panzer-Regiment 31.

#### URSS
| Panzer-Division     | 1.       | 9.      | 12.       | 17.      | 18.     | 19.       | 20.       |
| Panzer-Regiment     | 1        | 33      | 29        | 39       | 18      | 27        | 21        |
| Effectifs (et en %) | 15 (9 %) | 8 (6 %) | 40 (18 %) | 12 (6 %) | 6 (3 %) | 42 (18 %) | 44 (19 %) |

La dernière grande opération dans laquelle le Panzer I représentait une partie importante des forces blindées fut l'invasion de l'Union soviétique le 22 juin 1941. Les Allemands disposaient de 3 300 chars dont 410 Panzer I. Malgré la progression rapide des unités blindées allemandes entre juin et septembre, la plupart des officiers allemands furent surpris par l'infériorité de leurs chars par rapport aux T-34 et aux KV soviétiques. Le groupe d'armées Nord réalisa rapidement qu'aucun des canons installés sur ses chars ne pouvait percer l'épais blindage du KV-1. Le déploiement de plus en plus important de blindés lourds par les Soviétiques obligea le retrait des très vulnérables Panzer I du front. Certains furent utilisés pour remorquer les camions de ravitaillement dans la boue pour améliorer la logistique. Les autres furent utilisés à l'arrière du front contre les partisans ou pour des missions d'entraînement.

### À l'étranger

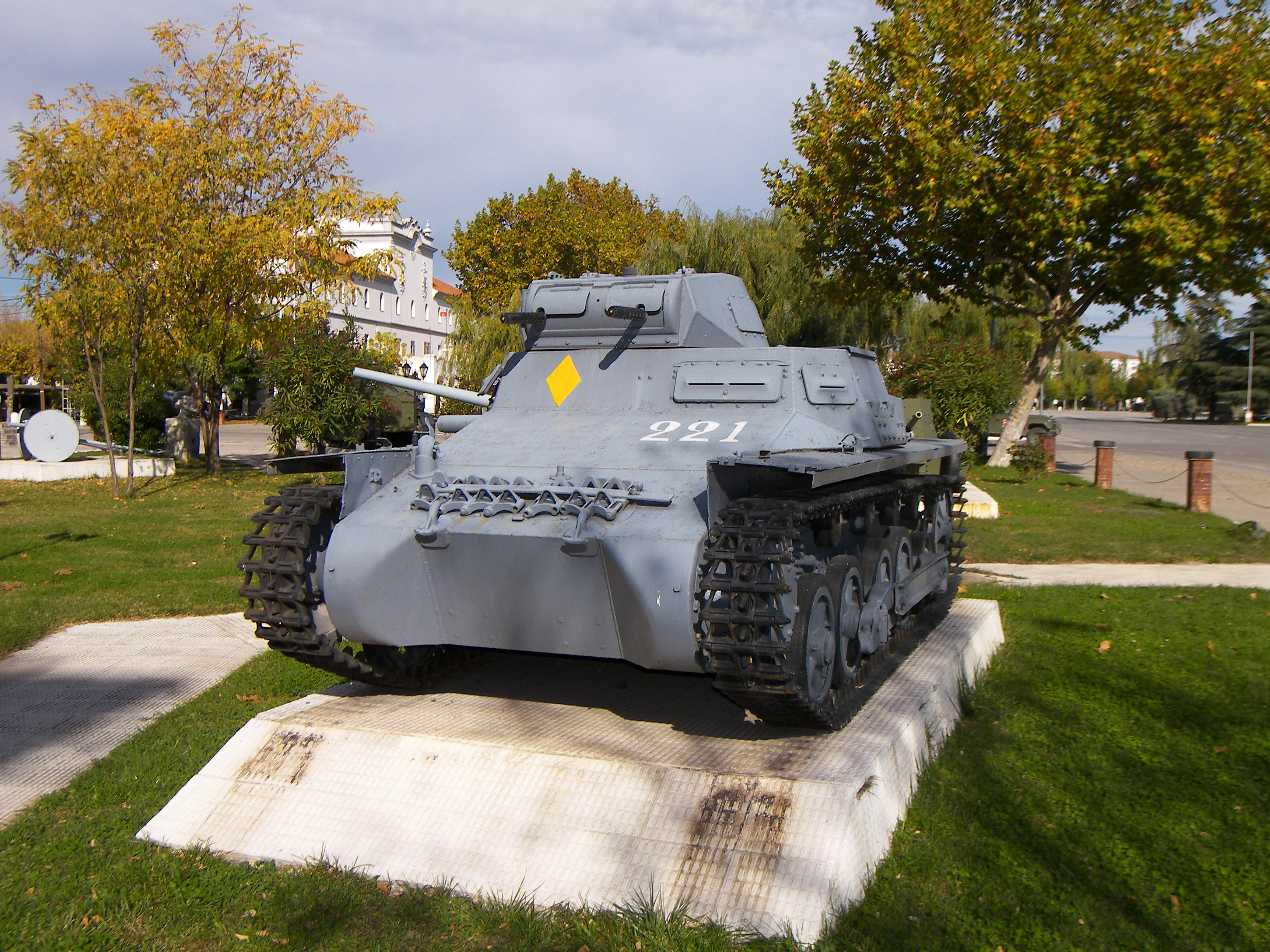
Panzer I Ausf B au Musée des Blindés d'El Goloso, Espagne

Un total de 122 Panzer I fut cédé à l'Espagne durant la guerre civile et en 1945 la division blindée Brunete en possédait 93. Les Panzer I restèrent en service dans l'armée espagnole jusqu'en 1954 lorsqu'ils furent remplacés par des M47 américains plus modernes.
Entre 1935 et 1936, une version du Panzer I Ausf. B, appelée L.K.B. (Leichte Kampfwagen B), fut conçue pour l'armée bulgare. Cette version possédait un canon de 20 mm et un moteur diesel Krupp M 311 V-8. Trois exemplaires furent construits mais aucun ne fut exporté en Bulgarie même si un unique Ausf. A avait auparavant été vendu.
En 1937, environ dix Ausf. As furent vendus aux nationalistes chinois dans le cadre de la coopération sino-germanique et participèrent à la bataille de Nankin.
La Hongrie passa également commande de huit Ausf. B et de six versions de commandement en 1942 et ils furent engagés sur le front à la fin de l'année 1942.
La Finlande aurait également acheté quelques Panzer I, et il est possible que la Croatie en ait utilisé.